# Terra Santa
Terra santa (àrab: الأرض المقدسة, al-Arḍ al-Muqaddasa; hebreu: ארץ הקודש, Eretz HaQodesh‎) és un terme que, en contexts estrictament religiosos, designa un territori poc definit de l'Orient Pròxim, entre el riu Jordà i la mar Mediterrània. El territori ha esdevingut alhora la «Terra Santa» del judaisme («Terra d'Israel»), del cristianisme i de l'islam. En l'actualitat, constitueix un territori en disputa entre l'Estat d'Israel i la Palestina, que el reivindiquen completament, i s'hi han desenvolupat nombroses guerres, que encara continuen. Segons l'època, el terme pot abastar més o menys països de la zona.
Part de la importància d'aquesta terra des del punt de vista religiós prové de la presència de la ciutat de Jerusalem, que és alhora la principal ciutat santa dels jueus, el lloc on va culminar el mestratge de Jesús per als cristians, i on s'esdevenen els fets sobrenaturals de l'isrà i el miraj per als musulmans. La consideració d'aquest país per part dels cristians com a «terra santa» fou la motivació principal que es va donar a l'empresa de les Croades, que van servir per prendre'l a l'Imperi Seljúcida dels turcs, que ja l'havien pres als àrabs (uns i altres musulmans), i aquests abans a l'Imperi Romà d'Orient (cristià).
Molts llocs de Terra Santa han estat el destí de pelegrinatges religiosos des dels temps bíblics per part de jueus, cristians i musulmans.

## Judaisme

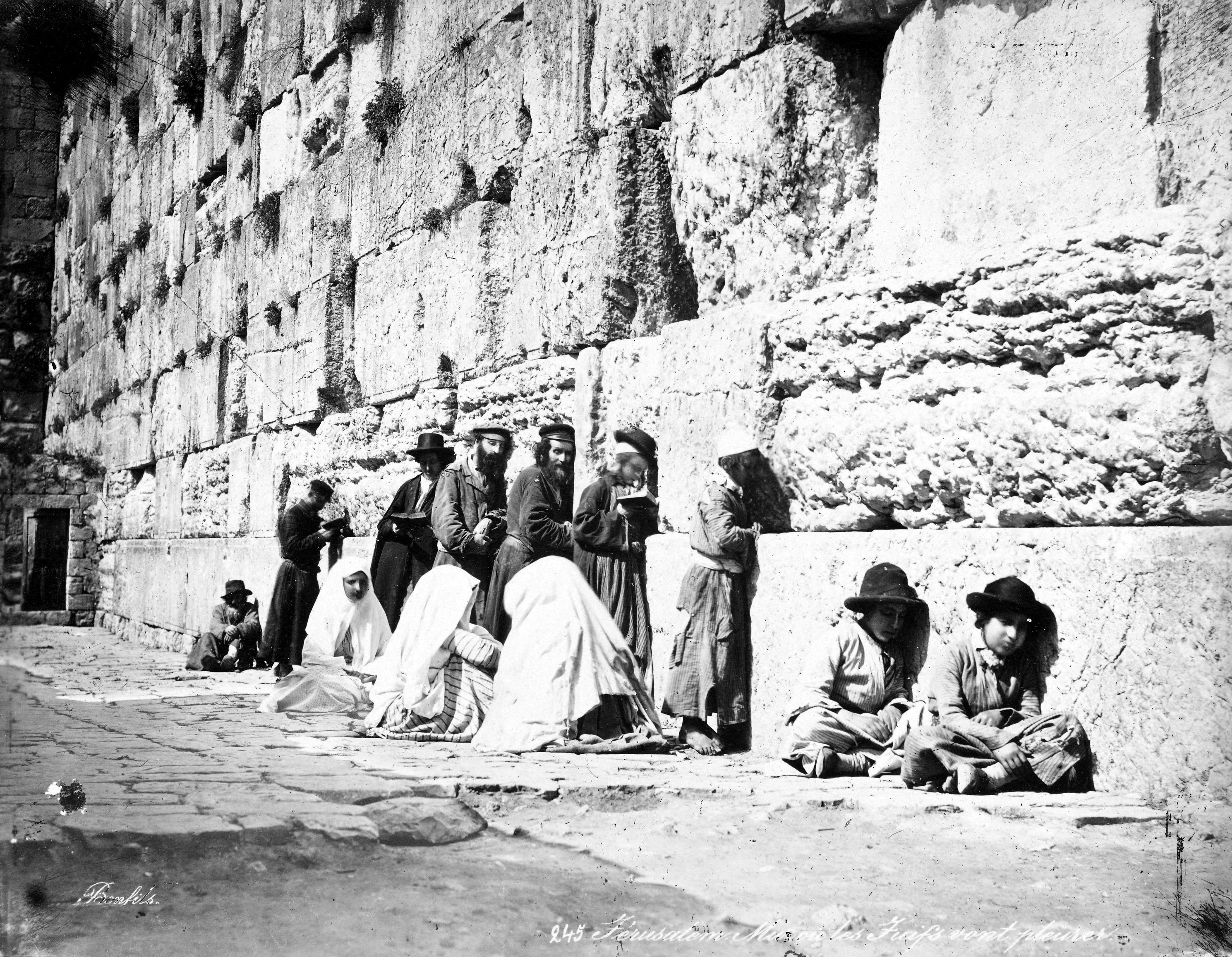
Una de les primeres fotografies de jueus pregant al Mur de les Lamentacions (dècada de 1870).

La Terra d'Israel és esmentada explícitament a la Tanakh (la Bíblia jueva) com la «terra santa» (en hebreu: ארץ הקודש) en un únic versicle, Zacaries, 2:16. La condició sagrada del país es troba implícita a tota la Tanakh pel fet que ha estat donat als israelites per Déu, és a dir que és la «terra promesa,» part integral del pacte entre Deu i el seu poble. A la Torah, molts mitsvot (manaments) adreçats als israelites només es poden complir estant a la Terra d'Israel, cosa que la diferencia de totes les altres terres.
Segons Eliezer Schweid:
«El que fa que la Terra d'Israel sigui única és (...) 'geoteològic' i no només climàtic. És la terra que ens dona entrada al món espiritual.»
Jerusalem, Hebron, Safed i Tiberíades són considerades les quatre ciutats santes del judaisme, sobretot Jerusalem, com a seu del Temple. D'acord amb la tradició jueva, Jerusalem és el Mont Mòria, on tingué lloc el sacrifici d'Isaac. Jerusalem és esmentada 669 cops a la Tanakh, en part perquè molts mitsvot només es poden complir en els seus voltants. El Mont Sió, que normalment fa referència a Jerusalem, però de vegades també a la Terra d'Israel, hi apareix 154 cops.

## Cristianisme

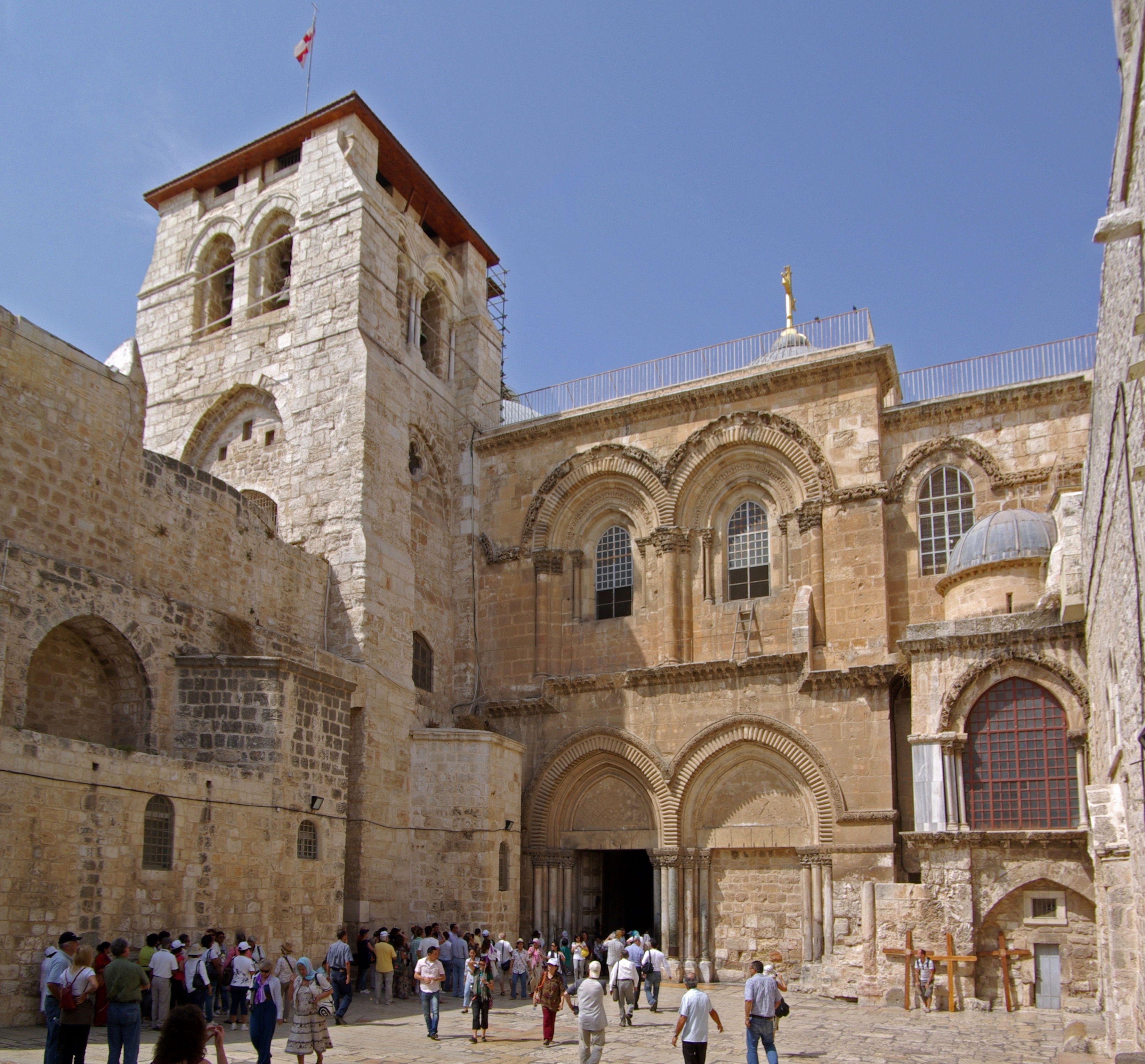
La Basílica del Sant Sepulcre és un dels llocs de pelegrinatge més importants de la Cristiandat.

Els cristians consideren que aquest territori és sagrat perquè s'hi esdevingué el naixement, el ministeri, la crucifixió i la resurrecció de Jesucrist, que consideren com al Salvador o el Messies, a més de la menció que en fa la Bíblia com la llar del poble escollit. Fora dels llocs associats tradicionalment amb personalitats i fets rellevants del Nou Testament, la resta del territori de Terra Santa no té cap consideració especial per a la Cristiandat.
Com a àrea geogràfica diferenciada, la denominació de «Terra Santa» es refereix actualment a Israel, Palestina, Jordània i de vegades també Síria.

## Islam

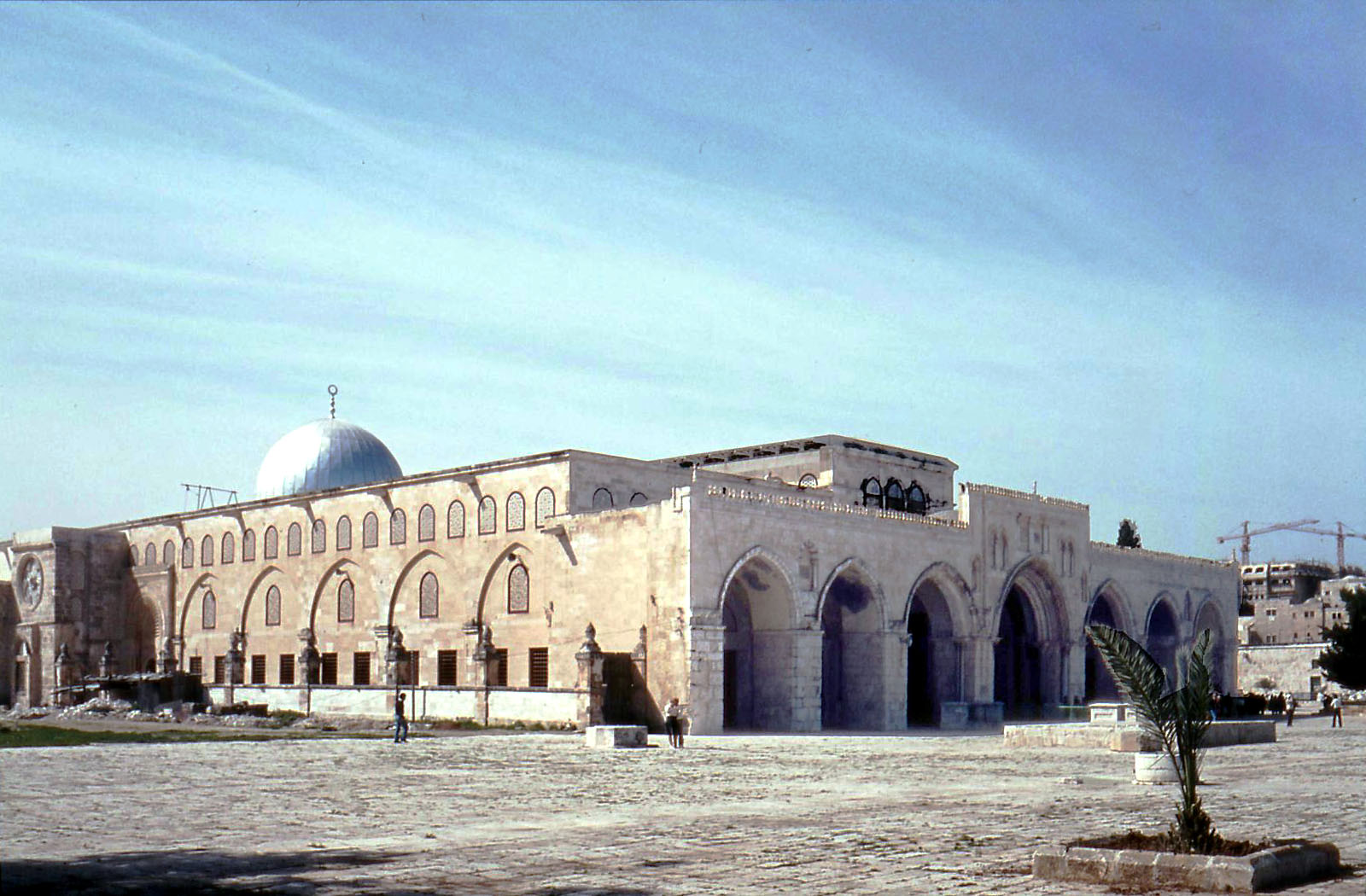
La Mesquita d'Al-Aqsa, a Jerusalem.

A l'Alcorà, l'expressió àrab al-Ard al-Muqàddassa (en àrab الأرض المقدسة, literalment «Terra Santa») hi apareix almenys set cops, un d'ells quan Moisès proclama als fills d'Israel: «Poble meu! Entreu a la terra santa que Al·là us ha reservat, i no us gireu a mirar enrere ignominiosament, ja que seríeu abocats a la vostra pròpia ruïna.» (sura 5:21).
Jerusalem (anomenada al-Quds, és a dir, «la Sagrada») té una significació molt especial per a l'islam. L'Alcorà explica que Mahoma experimenta l'episodi sobrenatural d'Isra i Miraj com «un viatge nocturn des de la Mesquita Sagrada (la Meca) fins a la Mesquita Més Llunyana (al-Aqsa), de la que nosaltres en beneïm tota la rodalia» (17:1). Els hadits identifiquen la «Mesquita Més Llunyana» amb al-Quds. Així ho explica, per exemple, Abu-Hurayra: «En el viatge nocturn de l'Apòstol de Déu, dues copes, una que contenia vi i l'altra que contenia llet, li foren ofertes a al-Quds (Jerusalem). Ell les mirà i prengué la copa de llet. L'àngel Gabriel digué: “Lloat sigui Déu, que t'ha conduït per al-fitrà [‘la via correcta’]. Si haguessis pres el vi, la teva umma [‘el poble musulmà’] s'hauria perdut”.» L'Alcorà cita Jerusalem quan s'explica el canvi de la qibla: Jerusalem fou la primera direcció que van tenir els fidels per pregar, fins que es va canviar per la Kaba, a la Meca, fent cas d'una revelació feta al profeta Mahoma per l'arcàngel Gabriel.
L'aleia 21:71 de l'Alcorà esmenta la «Terra Beneïda», però la seva identificació concreta amb una regió concreta ha suscitat diverses interpretacions per part dels estudiosos: Abd-Al·lah Yússuf Alí ho veu com un territori ampli que inclouria Síria, Palestina i les ciutats de Tir i Sidó (Líban); az-Zujaj la descriu com «Damasc, Palestina i una porció de Jordània;» Qatada ho simplifica com «Llevant;» Muadh ibn Jabal com «l'àrea entre al-Arix i el riu Eufrates;» i finalment Ibn Abbàs com «la terra de Jericó.»

## Cartografia històrica

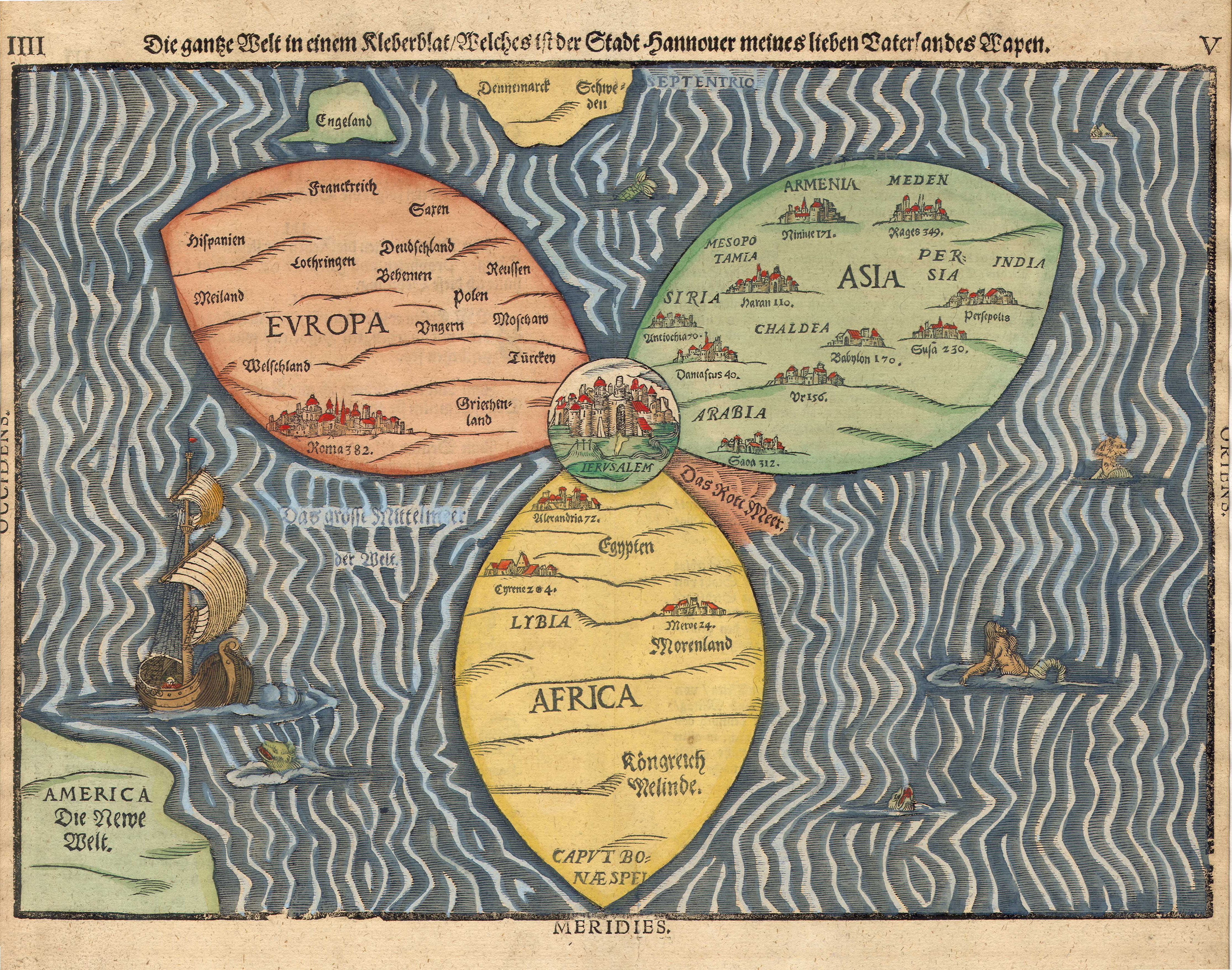
Mapa del món estilitzat en forma de fulla de trèvol amb Jerusalem al centre (1585)
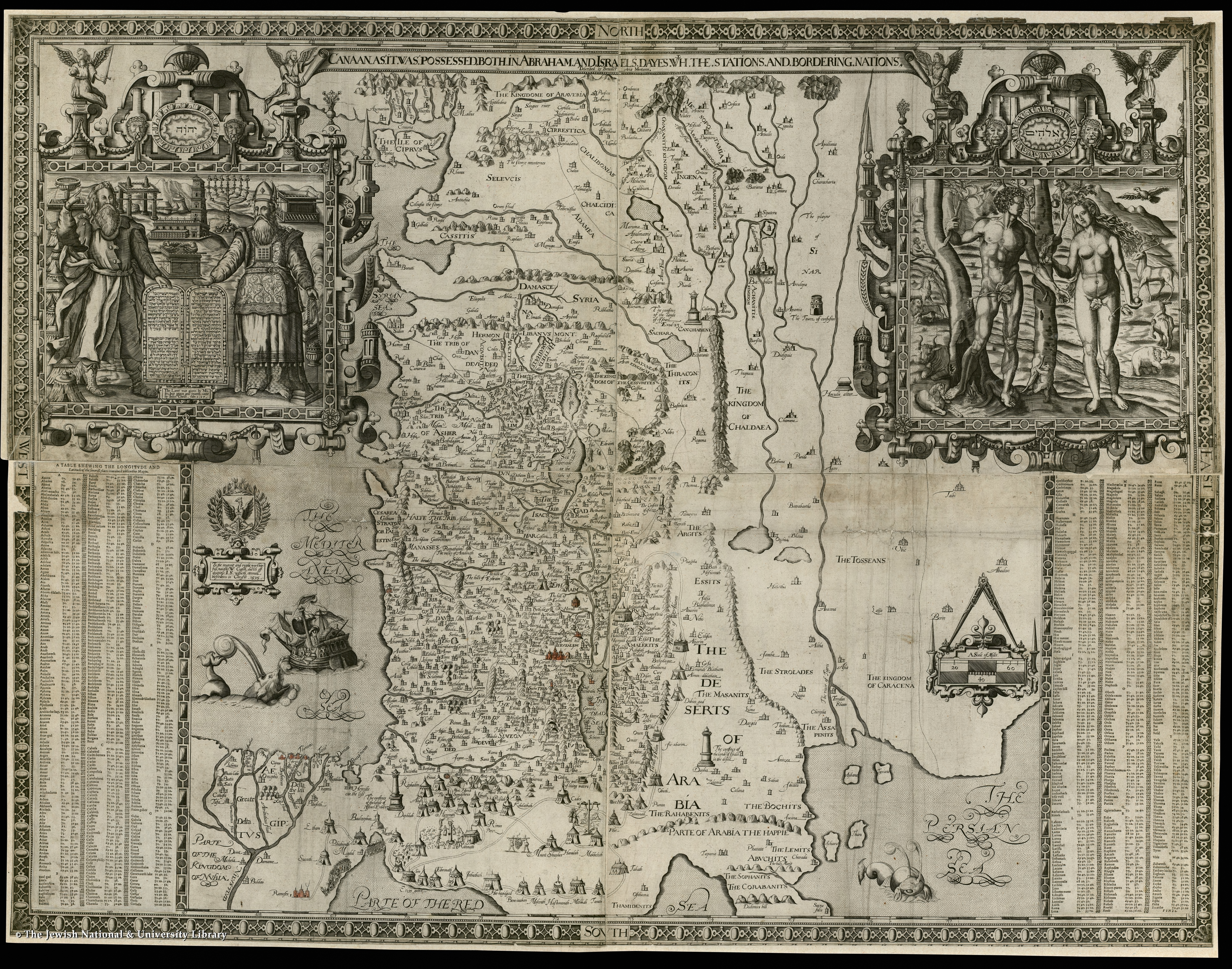
Mapa de Canaan (1595)
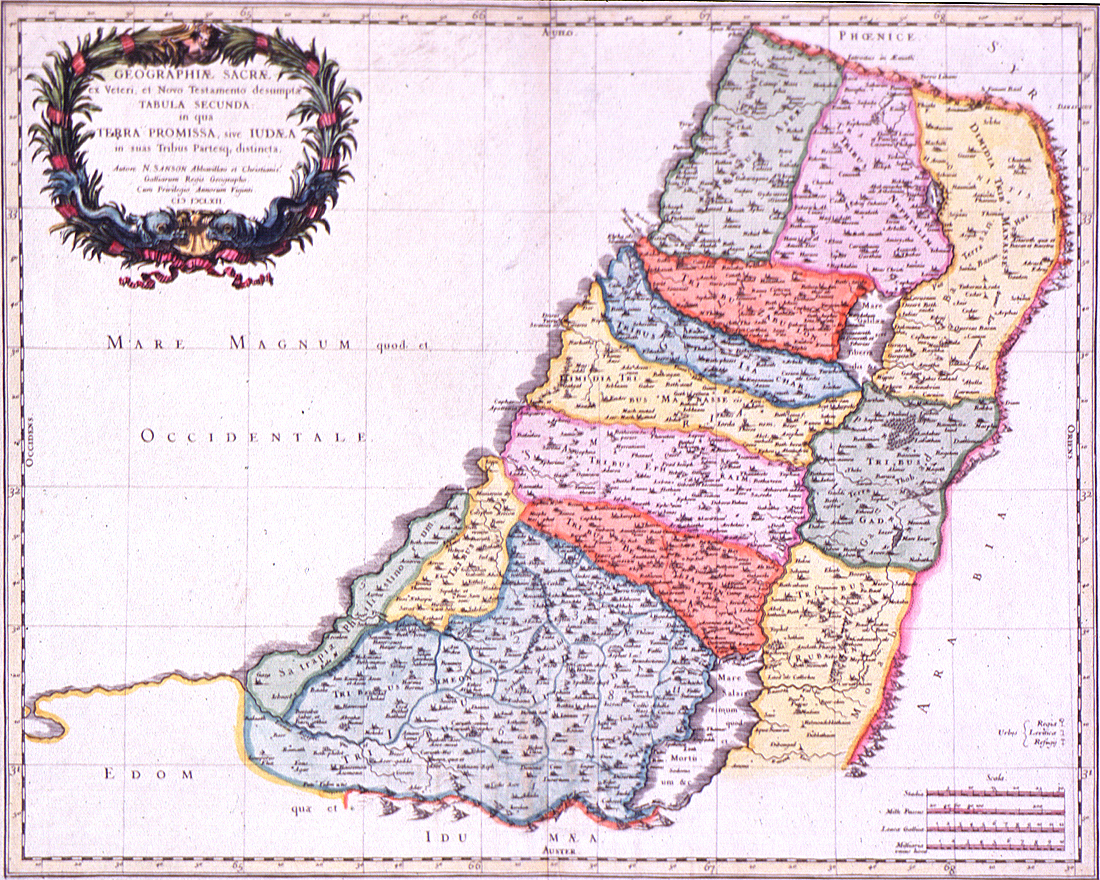
Mapa de la Terra Promesa o Judea (1662)
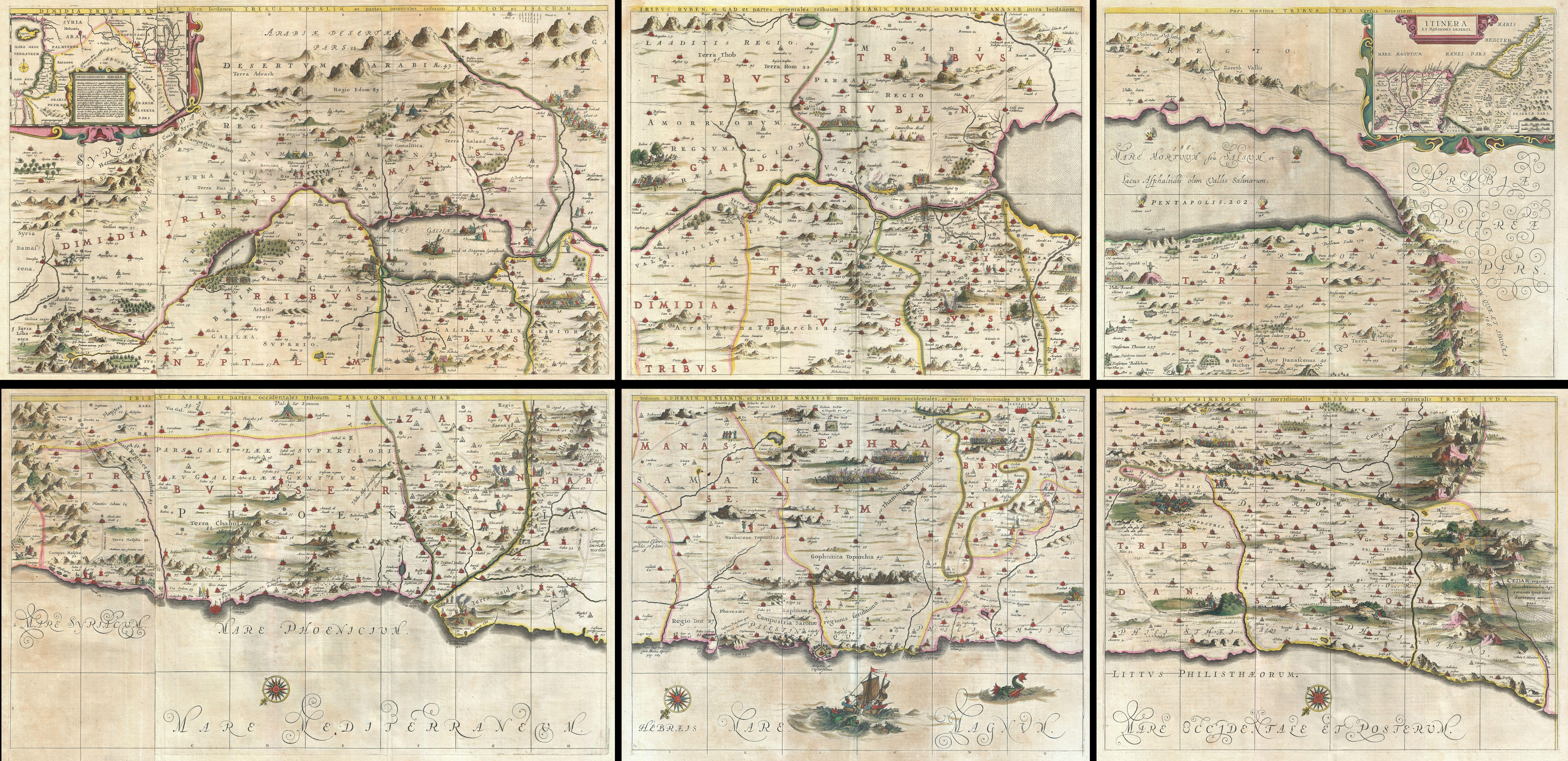
Mapa iconogràfic de Terra Santa amb l'itinerari de la fugida d'Egipte (1662)
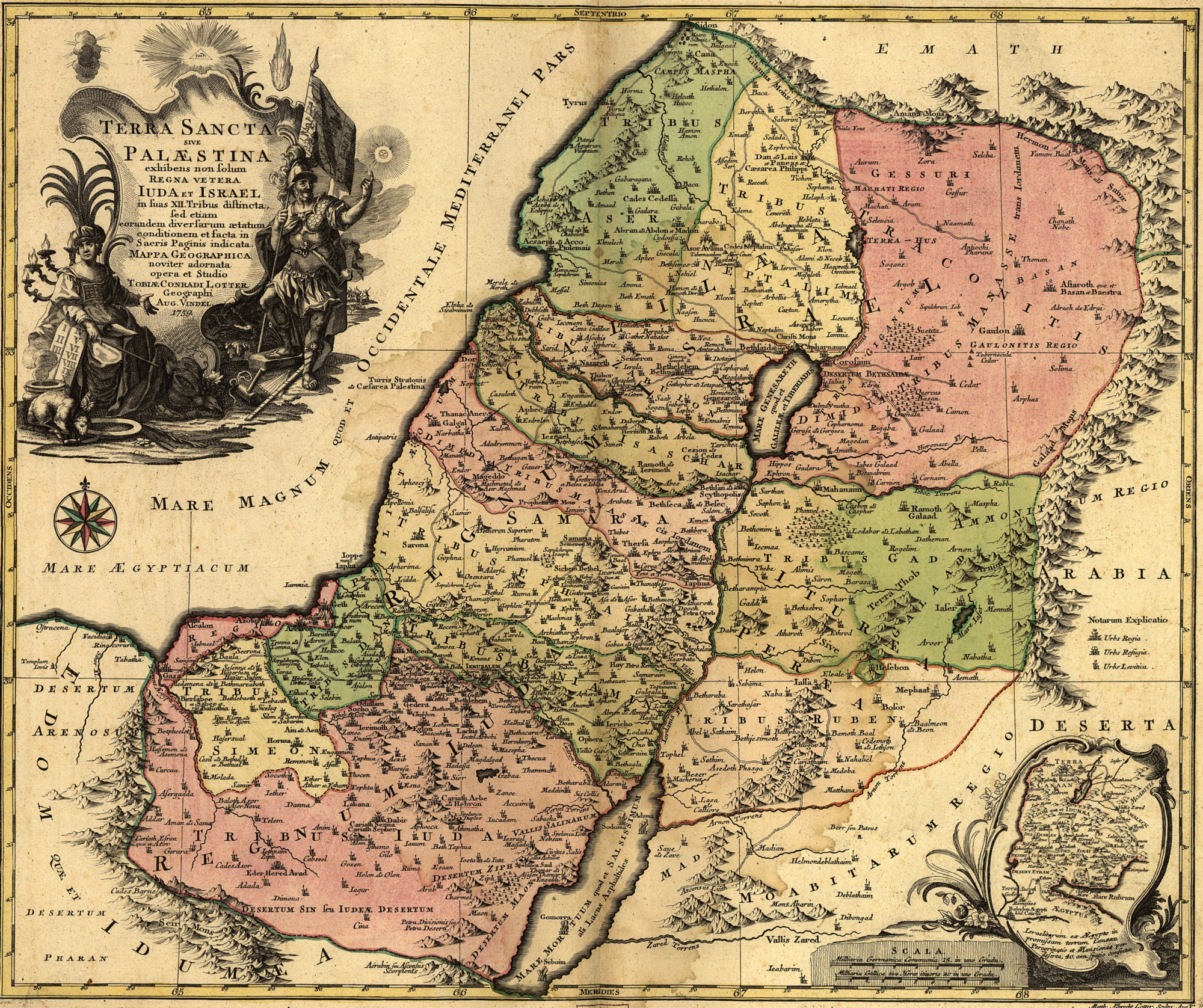
Mapa de Terra Santa o Palestina (1759)
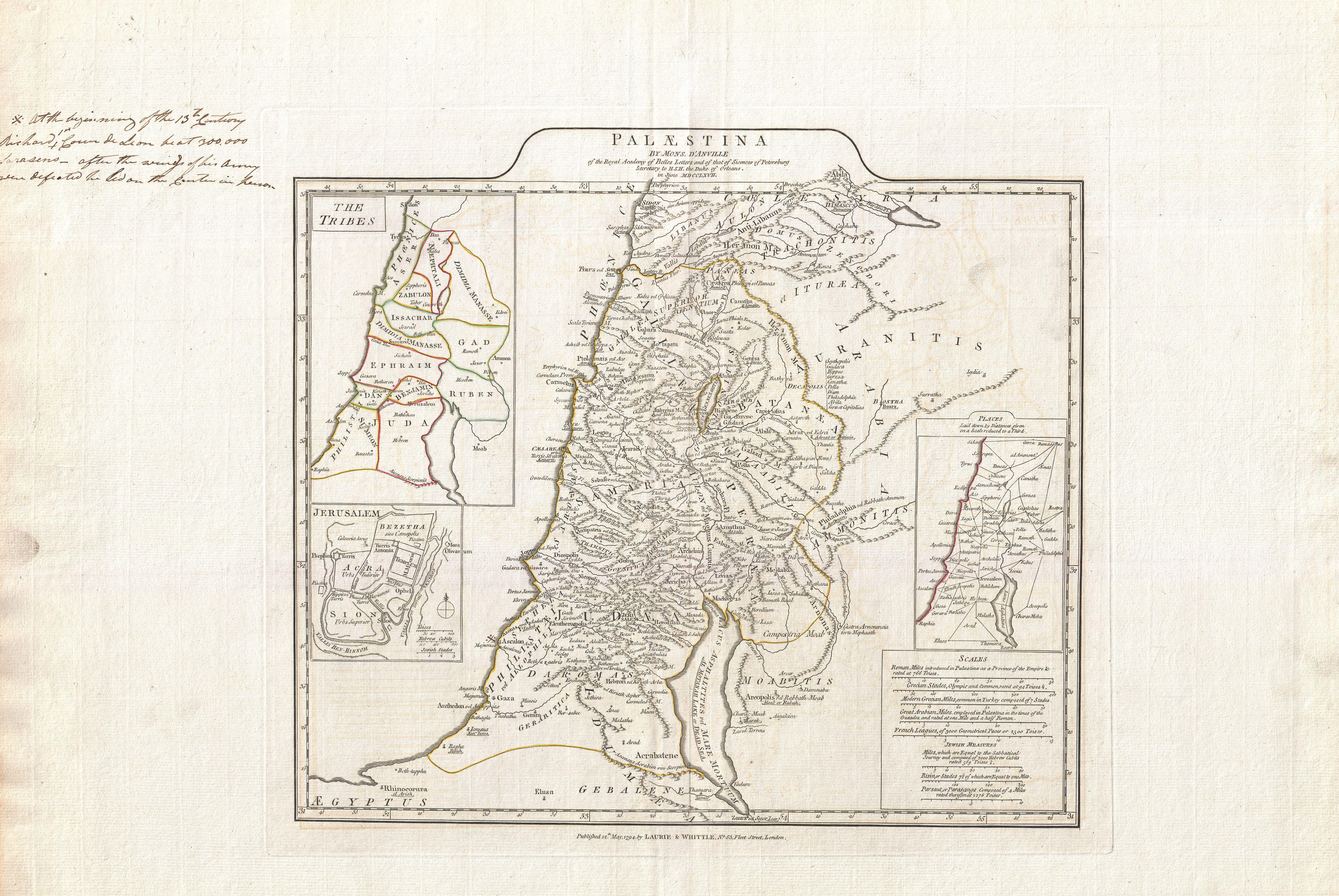
Mapa de Palestina, amb el detall de les dotze tribus d'Israel, i de Jerusalem (1767)